# Bassin de Mono
Pour les articles homonymes, voir Mono.
Le bassin de Mono est un bassin endoréique situé à l'est du parc national de Yosemite, en Californie (États-Unis). Il fait partie du Grand Bassin des États-Unis. Il est bordé à l'ouest par la Sierra Nevada, à l'est par les Cowtrack Mountains, au nord par les Bodie Hills et au sud par le rebord septentrional de la caldeira de Long Valley.
Les principaux éléments géographiques du bassin de Mono sont Mono Lake, les cratères de Mono-Inyo, les Aeolian Buttes et la ville de Lee Vining.